# Scelio grongtes
Scelio grongtes är en stekelart som beskrevs av Mikhail Vasilievich Kozlov och Lê 1988. Scelio grongtes ingår i släktet Scelio och familjen Scelionidae. Inga underarter finns listade i Catalogue of Life.